# Vachellia pennatula
Vachellia pennatula, llamado comúnmente tepame, es una especie de planta arbórea de la familia de las fabáceas.

## Descripción
Son árboles que alcanzan un tamaño de hasta 8 m de alto, muy ramificados en la copa, tallos hispídulos, ramas en general densamente velutinas. Hojas (9.5–) 11.5–15 (–20) cm de largo, pinnas 25–30 (–40) pares, 2–3 (–4.5) cm de largo; folíolos 30–50 pares por pinna, linear oblongos a angostamente oblongos, 1–2 mm de largo y 0.5–1.5 mm de ancho, ápice agudo, base truncada, inserción marginal, generalmente estrigulosos, sólo el nervio central es evidente; raquis 4–9.2 (15) cm de largo, con una glándula entre los últimos pares de pinnas, pecíolos 1.5–2.5 cm de largo, densamente pubescentes, con una glándula circular cerca de la base, estípulas espinescentes, hasta 10 mm de largo, persistentes. Las inflorescencias en fascículos comúnmente de 3 capítulos sobre un eje principal de hasta 10 cm de largo, capítulos 6 mm de diámetro, pedúnculos 1.2–3 cm de largo, estrigulosos o amarillo-velutinos, basalmente con 5 brácteas involucrales, bráctea floral clavada, ca 1.3 mm de largo, pubescente, flores amarillas; cáliz campanulado, 1.3–1.5 (–1.8) mm de largo, 5 o 6-lobado en 1/5 de su longitud, más densamente pubescente hacia el ápice; corola tubular, 2–2.5 mm de largo, 5 o 6-lobada en 1/4 de su longitud, lobos pubescentes; anteras con una glándula sésil; ovario 1 mm de largo, estriguloso en el ápice, sésil o subsésil; nectario ausente. Fruto túrgido, recto o ligeramente curvo, hasta 12.5 cm de largo, 1.7–2.5 cm de ancho y 6–10 mm de grueso, ápice y base redondeados, indehiscente, valvas leñosas, café obscuras, septadas entre las semillas, sésil; semillas ampliamente elípticas, 7 mm de largo, 4–4.5 mm de ancho y 3–4 mm de grueso, café-amarillentas.

## Distribución y hábitat
Es una especie común, que se encuentra en la vegetación secundaria de bosques de pino-encinos, nebliselvas y pastizales, a una altitud de 100–1400 metros; fl feb, fr ago–feb; desde el sureste de México a Nicaragua y Ecuador.

## Toxicidad
Las especies del género Vachellia pueden contener derivados de la dimetiltriptamina y glucósidos cianogénicos en las hojas, las semillas y la corteza, cuya ingestión puede suponer un riesgo para la salud.

## Propiedades
En la medicina tradicional mexicana se ha empleado para aliviar molestias digestivas, dolor de muelas, curar heridas, tratar inflamaciones por traumatismos e irritaciones de garganta.
Principios activos
Las semillas contienen factores antinutricionales en la semilla, tales como sustancias hema-glutinantes e inhibidores de tripsina.

## Taxonomía
La especie fue descrita inicialmente como Inga pennatula por Diederich Franz Leonhard von Schlechtendal y Adelbert von Chamisso  en Linnaea 5(4): 593, en 1830, hoy en día es tanto un sinónimo como un basónimo. Más adelante, la especie sería transferida al género Acacia descrita por George Bentham en London Journal of Botany 1: 390, en 1842, nombre científico que también es un sinónimo actualmente; y ulteriormente, sería transferida al género Vachellia por David Stanley Seigler y John Edwin Ebinger en Phytologia 87(3): 164, en 2006.

#### Etimología
Ver: Vachellia
pennatula: epíteto latino que significa "con plumas".

#### Subespecie
- Vachellia pennatula subsp. parvicephala Seigler & Ebinger

#### Sinonimia
- Acacia lanata M. Martens & Galeotti
- Acacia pennatula (Schltdl. & Cham.) Benth.
- Inga pennatula Schltdl. & Cham. (basónimo)
- Pithecellobium minutissimum M.E.Jones
- Poponax pennatula (Schltdl. & Cham.) Britton & Rose[8][9]